# Bernat Metge
Bernat Metge (Barcelona, entre 1340 i 1346 – 1413) fou un escriptor, traductor i primer representant de l'humanisme a les lletres catalanes. És considerat un dels millors prosistes del tombant del segle xiv, introductor de l'estil renaixentista a la literatura catalana, amb una fina intel·ligència, i una gran sornegueria. També fou secretari reial. La seva obra mestra és Lo somni (1399).

## Biografia
Va néixer a l'antic carrer dels Especiers (actualment, de la Llibreteria), fill de l'apotecari Guillem Metge, del qual quedà orfe l'any 1359. Vora el maig de 1364 la seva mare, Agnès, contreu matrimoni amb Ferrer Saiol, funcionari de la Cancelleria Reial. Seguint el camí del seu padrastre, va entrar a treballar a la Cancelleria Reial, on va fer carrera i va acabar essent el protonotari de la reina Elionor de Sicília (la tercera esposa de Pere III el Cerimoniós). Aquesta feina li exigia uns coneixements específics com per exemple: el domini de l'escriptura tant en còpia com en redacció, coneixements de llengües utilitzades per als documents importants (llatí, català i aragonès), formació bàsica en la doctrina cristiana i fins i tot fonaments del dret.
Bernat Metge va adquirir una cultura molt rica i una bona preparació professional. Per part de pare va aprendre els coneixements científics i per part del seu padrastre els de les lletres: gramàtica, retòrica, dialèctica, etc. Metge va llegir una quantitat considerable d'obres clàssiques i medievals que van aportar molts beneficis a la seva formació. Tot i que el pare va morir durant l'adolescència de l'autor, va deixar-li una petja profunda quant als coneixements de filosofia natural. Un exemple és el poema paròdic de Metge titulat «Medecina», a més de les consideracions naturals que propugna a Lo somni. Bernat Metge va exercir com a notari fins a la mort de la reina Elionor. A partir d'aleshores va esdevenir escrivà del rei Joan I, un càrrec de gran responsabilitat, com demostren les seves altes retribucions. Metge havia d'entendre tasques com l'administració dels delmes que el papa Climent VII havia atorgat a Joan I el 1392. Un any després, el 1393, va ser nomenat procurador general dels negocis de la cort. El 1395 va ser enviat a Avinyó com a ambaixador de la cort papal. Aquest indret va ser fonamental per a la seva formació intel·lectual. Metge va ocupar el temps lliure de què disposava en les recerques bibliogràfiques dels grans autors de diverses arts.
El seu nom ja era conegut en el món de les lletres i l'alta societat catalanes quan va apropar-se a la Cort, el 1376, i va entrar al servei del duc de Girona, el futur Joan I el Caçador, per realitzar funcions d'escrivà i exercir diferents càrrecs i creixents responsabilitats. Es va convertir en home de confiança del rei Joan I i de la seva esposa Violant de Bar.
Quan va morir el rei Joan I (1396), va ser processat per corrupció i traïció amb altres funcionaris, acusat de l'assassinat del rei i fer un ús indegut de diners públics. Arran d'aquestes acusacions, va escriure la seva obra mestra Lo somni (1399), dividida en quatre llibres i escrita en primera persona. No hi ha proves documentals que fos empresonat, tot i que a Lo somni l'autor diu que va ser tancat al Castell Nou. És possible que, com afirma Cingolani, això sigui una estratègia literària del mateix autor, és a dir, una ficció narrativa. Una possible prova que demostri que mai ha estat a la presó pot ser la documentació d'arxiu que rebia per part de la Cancelleria durant el temps que presumptament va romandre a la presó.
Tanmateix, el 1398 va ser absolt i va passar al servei del rei Martí l'Humà fins a la mort del monarca (1410). Gràcies a Martí I, i després d'aconseguir el seu propòsit amb Lo somni, a partir de 1399 va ser reintegrat progressivament en càrrecs oficials fins a la seva rehabilitació com a secretari de la Cancelleria Reial primer i com a secretari personal del rei després. Algunes de les cartes oficials més elegants de Bernat Metge pertanyen a aquest període. Durant l'interregne i amb l'adveniment de Ferran d'Antequera el 1412, va tornar a ser apartat dels afers d'estat. A partir d'aquest moment va viure com a privat i ciutadà honrat de Barcelona fins a la seva mort, a la casa del carrer de la Cucurulla, el 1413.

## Obra literària
Fou l'introductor de l'estil renaixentista a la literatura catalana. La seva obra, polièdrica en la forma i en el fons, s'avança a la literatura del segle xv, ja que no encaixa en cap dels gèneres literaris cultivats pels catalans de la darreria del segle xiv, i per aquest motiu se'l considera un innovador. Tot i compartir ingredients amb textos coetanis de Ramon Llull, Vicent Ferrer, Antoni Canals o Francesc Eiximenis, els organitza d'una manera peculiar, al servei d'una finalitat pròpia.

### Inicis literaris i traduccions
Les seves primeres obres foren Llibre de Fortuna e Prudència (1381), Sermó humorístic i paròdic, i la traducció del llibre segon del poema llatí De vetula, d'Ovidi.
Bernat Metge va escriure l'any 1381 El llibre de Fortuna e Prudència, poema al·legòric en versos apariats de vuit sil·labes que debat la qüestió de la Providència divina al més pur estil de la tradicció medieval, on explica el seu viatge fictici a l'illa de la Fortuna on aprèn que les desgràcies que el persegueixen són una prova de Déu per demostrar la seva innocència i la seva virtut.
També feu la traducció de la història de Valter e Griselda, última de les novelle del Decameró de Bocaccio, una de les obres clàssiques de la literatura medieval, si bé Bernat Metge es va basar en la traducció llatina de Petrarca, El Griseldis, sent el primer autor a traduir-lo al català, no en l'original italià de Bocaccio. La importància de la traducció de Metge es deu, a més de la seva prosa elegant, a la carta introductòria que acompanya el relat, ja que suposa la primera mostra d'admiració per Petrarca que es coneix a Espanya.

### Lo somni
La seva obra mestra fou Lo somni, redactada el 1399, poc després de sortir de presó, en què li apareix Joan I al purgatori, per a dir-li que seria rehabilitat pel seu germà Martí l'Humà, cosa que juntament amb altres passatges elogiosos pel rei i per membres de la seva família fa pensar que la intenció principal de l'obra és la recuperació del favor reial, cosa que aconseguí. Bernat Metge va ser víctima d'acusacions implicant-lo en la mort sobtada del rei Joan I, del qual n'era conseller.
A Lo somni, Metge fingeix un diàleg entre l'autor i el fantasma de Joan I amb un prestigiós recurs literari de regust platònic: la visió en somnis. El fet que estigui escrita en primera persona converteix Metge en una de les primeres personalitats intel·lectuals laiques catalanes que van utilitzar l'escriptura per al prestigi personal.
En la descripció dels inferns segueix força la descripció que n'havia fet el Dant i mostra la preocupació pel Cisma d'Occident, car afirma que cap dels reis de la cristiandat del començ del cisma fins llavors no ha entrat al Cel per la seva responsabilitat en la seva gènesi, fet que afectaria Pere el Cerimoniós i Joan I, que restaran al purgatori fins que el Cisma s'acabarà.

## Patrimoni literari
A partir de l'any 1889 s'intensifiquen els estudis sobre l'Humanisme català durant els segles xiv i xv, en què Bernat Metge hi té un paper transcendental. Francesc Cambó va crear, el 1922, la Fundació Bernat Metge. A part de dedicar-se a la política —era membre de la Lliga Regionalista—, va esdevenir un mecenes molt rellevant. Va crear l'esmentada fundació fent una metàfora amb l'obra principal de Metge, ja que el seu somni era apropar els clàssics grecs i llatins a la cultura catalana, i va pensar en la figura de Bernat Metge com a màxim representant de l'humanisme català. La primera obra va ser traduïda per Joaquim Balcells i va ser De la natura, de Lucreci. Però més endavant es van fer traduccions d'autors com Virgili, Homer, Sòcrates o Plató, així com dels autors tràgics grecs Èsquil, Sòfocles i Eurípides.
El patrimoni de Metge és molt extens a la ciutat de Barcelona. Es va incorporar a la Cancelleria de ben jove, al servei de la Corona. A la Plaça del Rei, Metge va esdevenir l'escrivà de l'infant Joan, després de la mort de la reina Elionor. Tenia, doncs, un accés directe a les relacions de poder. Bernat Metge redacta una correspondència enviada per Joan I en la qual es mostra la proximitat entre tots dos i s'evidencien les capacitats lingüístiques i literàries de l'autor. El Saló del Tinell era la cort reial durant el regnat de Joan I, encara que avui dia només sigui utilitzat per a exposicions i d'altres activitats culturals. Hi havia les noves classes emergents que volien participar en els afers del poder i tenir accés al saber reservat a l'estament religiós. Bernat Metge, com a secretari reial, esdevenia el mitjancer d'aquestes relacions socials i culturals. La cantonada de Call Banys Nous abans corresponia a la presó de Castell Nou, on suposadament va estar empresonat Bernat Metge. Durant el seu somni (Lo somni, 1399) se li apareix l'esperit del rei Joan I, mort sobtadament al maig de 1396. Metge afirma que durant una part de l'acció del llibre es trobava a l'esmentada presó.
Al carrer del Timó es conserven una de les poques restes del Palau Reial Menor, que ocupava gran part d'aquesta banda de la ciutat. Hi ha un document de Metge relacionat amb aquest patrimoni, que pertany a Lo somni. En aquest tall Metge aparenta estar decebut amb el sistema. Creu que és massa materialista. Ho fa amb un to irònic, ja que ell havia cobrat un sou elevat a la Cancelleria. Per tant, Metge juga constantment amb la realitat i la ficció. L'església dels Sants Just i Pastor es va començar a construir el 1342 i, per consegüent, durant gran part de la vida de Metge, essent un emblema de l'arquitectura gòtica catalana del segle xiv. Bernat Metge va ser imputat per delictes menors, és a dir, incongruències en el contracte dels béns patrimonials de Joan I. És en aquest context en què va començar a escriure Lo somni, arran de les seves imputacions durant el 1396, així com d'altres consellers reials com Cardona o Calopa. El Palau Requesens és la seu actual de la Reial Acadèmia de les Bones Lletres. En aquest cas cal destacar els llibres III i IV de Lo somni, en què Metge fa apologia de la dona, mentre que Tirèsies pretén «curar-lo», intentant que renunciï als plantejaments morals de l'amor, a partir de la devoció de l'autor per la història d'amor narrada per Orfeu. L'endeví adopta una posició de moralista rígid perquè canviï la seva concepció respecte a la dona, ja que, altrament, pot ser dominat per aquestes. Finalment, cal parlar de la influència de la Plaça del Rei durant els últims anys de vida de l'autor. L'enrenou provocat per la mort del rei Joan I va quedar en res a partir de la successió del rei Martí I, que va revocar tots els fets a tots els imputats. Ho va fer perquè no podia prescindir del seu grup de funcionaris i aristòcrates que conformaven l'aparell reial, ja que exercien un poder important a la monarquia. Per tant, el 1402, Bernat Metge torna a exercir com a escrivà reial, càrrec que li havia estat anul·lat. A més, el 1405 va exercir com a secretari reial de Martí l'Humà.